# Angelo Dimai
Angelo Dimai, detto "Deo" (Cortina d'Ampezzo, 14 novembre 1819 – Cortina d'Ampezzo, 13 maggio 1880), è stato un alpinista e militare italiano con cittadinanza austriaca.

## Biografia
Angelo nasce a Chiave, una villaggio del comune di Ampezzo, da Andrea Dimai e Caterina Lacedelli. L'appellativo Deo significa appunto figlio di Andrea ed è un soprannome di famiglia. Fin da giovane intraprese la carriera militare e presta servizio nell'esercito imperiale austriaco sia durante la prima guerra d'indipendenza (23 marzo 1848 - 24 marzo 1849) sia durante la seconda (26 aprile - 12 luglio 1859), entrambe le volte contro il Regno di Sardegna. Nel 1859, di ritorno dalla guerra, viene nominato guardaboschi e guardiacaccia, professione che svolgerà fino alla vecchiaia.
Nel 1853 sposa Giuditta Rachele Lorenzi, da cui avrà un figlio che proseguirà la carriera alpinistica del padre, Arcangelo Dimai. Nel 1866 in seconde nozze sposa Marianna Dallago, da cui avrà un altro figlio alpinista, Antonio Dimai. La famiglia Dimai darà nelle successive generazioni altri importanti alpinisti, tra cui spiccano particolarmente Fulgenzio Dimai (fratello di Angelo), Angelo Dimai junior, Giuseppe Dimai e Pietro Dimai.
L'attività di guardaboschi contribuì ad avvicinarlo all'alpinismo, e gli consentì nel 1868 di diventare ufficialmente guida alpina. Dal 1863 infatti la richiesta di guide era in costante aumento tra i ricchi turisti di Cortina d'Ampezzo. Dimai continuerà l'attività di guida alpina fino al 1878, cioè fino all'età di cinquantanove anni. Partecipò alla conquista di alcune tra le più spettacolari vette delle Dolomiti. Il 14 settembre 1865, insieme al grandissimo alpinista austriaco Paul Grohmann e al compaesano Santo Siorpaes partecipò alla prima ascensione sulla vetta del Cristallo, situato tra la Valle d'Ampezzo e la Val Pusteria.

## Prime
- 29 agosto 1864: Tofana di Rozes, 3225 m
- 16 settembre 1864: Sorapis, 3205 m
- 28 settembre 1864: Marmolada, 3342 m
- 27 agosto 1865: Tofana terza, 3238 m
- 14 settembre 1865: Cristallo, 3221 m